# Coppa del Principe della Corona del Qatar 2012
La Qatar Crown Prince Cup 2012 è la diciottesima edizione della coppa. A questa edizione prendono parte le migliori quattro squadre della Qatar Stars League 2011-2012.Questa edizione verrà vinta dal Al-Rayyan Sports Club che si conquista la sua quarta edizione della coppa.

## Partecipanti
- Lekhwiya
- Al-Jaish
- Al-Rayyan
- Al-Sadd

## Tabellone

### Semifinali
| Squadra 1 | Risultato | Squadra 2 |
| --------- | --------- | --------- |
| Lekhwiya  | 2 - 4     | Al-Sadd   |
| Al-Jaish  | 2 - 3     | Al-Rayyan |

### Finale
| Doha 26 aprile 2012, ore 18:45 | Al-Sadd              | 1 – 1 referto                    | Al-Rayyan |  |
| \| \| \| \| \| Khalfan Ibrahim 61’ \| Marcatori \| 90+1’ Jaralla Al Marri \| \| Khalfan Yazeedi Majid Keïta Belhadj \| Tiri di rigore 4 – 5 \| César Tabata Nathan Ismail Alves \| |                      |                                  |           |  |
| |                      |                                  |           |  |
| Khalfan Ibrahim 61’ | Marcatori            | 90+1’ Jaralla Al Marri           |           |  |
| Khalfan Yazeedi Majid Keïta Belhadj | Tiri di rigore 4 – 5 | César Tabata Nathan Ismail Alves |           |  |